# Adolph von Carlowitz
Hans Carl Adolph von Carlowitz (25 de marzo de 1858 - 9 de julio de 1928) sirvió como comandante del Ejército alemán durante la Primera Guerra Mundial.

## Primeros años
Proviniendo de una antigua familia noble, Carlowitz estudió derecho en la Universidad de Leipzig. En 1879, entró en el Ejército sajón. De 1885 a 1888 Carlowitz estudió en la Academia militar prusiana en Berlín y después sirvió en el Estado Mayor General Imperial Alemán. Para 1913, había ascendido a Teniente General y en mayo de 1914, sucedió a Max von Hausen como Ministro de Guerra del Reino de Sajonia.

## Primera Guerra Mundial
Tras la movilización en agosto de 1914, Carlowitz recibió el mando del XXVII Cuerpo de Reserva como General de Infantería. Su Cuerpo participó en la Primera Batalla de Ypres, en la cual Carlowitz, sin ninguna experiencia en batalla, no pudo manejar el estrés. El 27 de octubre fue relevado del mando y enviado de baja por enfermedad. Un mes después retornó al servicio como comandante de la 12.ª División de la Reserva. En agosto de 1915, fue enviado al frente ruso como jefe del III Cuerpo de Reserva con el que luchó contra la ofensiva del lago Naroch rusa.
En agosto de 1916, volvió al frente occidental para liderar el XIX (2.º Sajón) Cuerpo. Participó con éxito en la Batalla del Lys (1918), y pasó a ser comandante del 9.º Ejército en agosto de 1918 hasta que fue disuelto el 18 de septiembre de 1918. Entonces cogió el mando del 2.º Ejército, que combatió contra el 4.º Ejército Británico entre Cambrai y San Quintín.
Después del fin de la guerra, se retiró del ejército. Murió en 1928 y fue enterrado en el Nordfriedhof de Dresde.